# وستنس
وستنس (به لاتین: Vestnes) یک شهرستان نروژ در نروژ است که در مور او رومسدال واقع شده‌است.

## خصوصیات
وستنس ۳۵۲٫۱۵ کیلومترمربع مساحت و ۶٬۶۲۶ نفر جمعیت دارد.